# 栃武蔵陽太
栃武蔵 陽太（とちむさし ようた、1999年1月11日 - ）は、埼玉県入間市出身で、春日野部屋所属の現役大相撲力士。本名は菅野 陽太（かんの ようた）。身長183.0cm、体重164.0kg、血液型はAB型、7人兄弟の末っ子で上から姉、兄、兄、姉、兄、兄がいる
。最高位は東十両7枚目（2022年11月場所）。

## 来歴

### 入門前
入間市立狭山小学校3年次に地元のわんぱく相撲大会で優勝したが、翌年の大会では決勝戦で敗退したことをきっかけに本格的に相撲に取り組むことを決め、その大会の優勝者が所属していた入間少年相撲クラブに加入した。入間少年相撲クラブ時代には、地元の入間市で合宿する大相撲の春日野部屋と交流があり、当時現役の関取だった栃煌山に稽古をつけて貰ったことがある。入間市立黒須中学校3年次に都道府県大会で個人ベスト8・団体3位などの実績を残し、中学校卒業後は11代春日野（元関脇・栃乃和歌）の母校の和歌山県立箕島高校に進学した。高校時代は3年次に金沢大会個人優勝、世界ジュニア相撲選手権大会無差別級2位などの実績を残し、高校卒業後は中央大学法学部政治学科に進学した。大学の同期には西川（豪ノ山）登輝らがいる。大学時代は2年次に全国学生相撲選手権大会で個人優勝し、学生横綱のタイトルを獲得。中央大学からは成田旭（のち関脇・豪風）以来17年ぶり5人目の学生横綱誕生となり、大相撲の幕下15枚目格付出の資格も得たが、大相撲には大学を卒業してから挑戦する意向を表明した。4年次には学生選手権でベスト8、全日本相撲選手権大会でベスト32の成績を残した。

### 大相撲入門後
大学卒業後はかねてから縁のある春日野部屋に既定路線通り入門し、2021年3月場所で初土俵を踏んだ。大学2年次に獲得した幕下15枚目格付出の資格は1年間の有効期限が過ぎていたため失効したが、4年次に学生選手権でベスト8だったため、三段目100枚目格付出での入門が承認された。この場所の2日目に組まれた大相撲で最初の一番は、奇しくも三段目付出同士で西川との一番になり、敗れて黒星でのデビューとなった。この場所は5勝2敗で取り終え、その後は2場所連続で6勝1敗とし、同年9月場所で幕下に昇進。その後も勝ち越しを続けたが、自身最高位の東幕下2枚目で迎えた2022年3月場所で入門以来初めて負け越した。7月場所は勝ち越せば関取昇進が見える西幕下2枚目の地位を与えられ、5勝2敗の成績で場所を終えたことで場所後の関取昇進が確実視されることとなった。7月27日に開催された番付編成会議にて新十両昇進が決まり、併せて四股名を師匠の四股名の「栃」、出身地の埼玉の武蔵国から取った「武蔵」を合わせた栃武蔵とすることが発表された。入間市からの関取は史上初。十両昇進会見では、同級生の中で「一番先に幕内に上がりたい」と目標を宣言し、ライバルの豪ノ山に先を越されたことには「悔しかったんで、自分もと頑張ってきました」とコメントした。
東十両14枚目で迎えた昇進直後の場所で初日からの6連勝を決めた際は「調子いいという感じはない。これから一番一番に集中していかないといけない」と気を引き締めていた。この場所の14日目に十両優勝が決定。
しかし東十両7枚目で迎えた続く11月場所では2日目からの6連敗が響き、13日目には負け越し決定、終盤盛り返し7勝8敗で場所を終える。西十両7枚目で迎えた2023年1月場所は10日目に早くも負け越しが決まり、最終的に4勝11敗と大きく負け越す。東十両12枚目で迎えた3月場所も、初日から7連敗を喫した後4連勝したものの直後に4連敗で前場所と同じ4勝11敗。続く5月場所では幕下に陥落した。新十両優勝経験者が、幕内を経験せず幕下に陥落するのは史上2人目。この場所は東幕下4枚目で4勝3敗と勝ち越したものの、場所後の番付編成会議で昇進は見送られた。6月には入間市に部屋の合宿で帰郷。11月場所は東幕下3枚目で4勝3敗と勝ち越し、場所後に行われた番付編成会議により、2024年1月場所で5場所ぶりに十両へ復帰することが決定した。十両復帰の場所は西十両14枚目で5勝10敗と負け越し、3月場所は2度目の幕下陥落となったが左肩の手術で初の休場。続く5月場所も全休し、7月場所では3年ぶりの三段目となる西三段目23枚目まで番付を下げたが、そこで土俵に復帰し、6勝1敗と大きく勝ち越して1場所で幕下に復帰した。
西幕下14枚目で迎えた2025年1月場所では、5番相撲の琴拳龍との取組で3分30秒の大相撲の末の2番後取り直しの熱戦を演じた(寄り切りで黒星)。

## 取り口
得意手は右四つ、寄り、上手投げ。

## エピソード
- 四股名「栃武蔵」を名乗った力士は彼以前に2人いる(2人とも最高位は幕下である)ため、彼は「3代目栃武蔵」となる。
- 生年月日を和暦表記すると「平成11年1月11日」と1ばかりが並ぶため、何度か「1番になるよう生まれてきたかのようだ」と言われたことがあるという[3]。
- 協会公式プロフィールによると、TWICEの大ファン。他には、好きな漫画は『疾風伝説 特攻の拓』[19]。
- 豪ノ山は中央大の同期で角界入り後はライバル。2022年9月場所3日目の豪ノ山戦は「中央大同期生」対決として注目された。栃武蔵は「普段は仲いいんですが、今日は絶対に勝ちたかった」と位置付けていたが、結果は上手投げで栃武蔵に白星[20]。
- 兄弟子であり付け人であった栃神山の引退理由が栃武蔵とのトラブルにあると2024年3月に『デイリー新潮』が報じた[21][22]。なお栃神山は中学の2年後輩だが高校を卒業後に入門したため大相撲では兄弟子に当たる。

## 主な成績
2025年7月場所終了現在

### 通算成績
- 通算成績：122勝93敗14休（27場所）

### 各段優勝
- 十両優勝：1回（2022年9月場所）

### 場所別成績
| | 一月場所 初場所（東京） | 三月場所 春場所（大阪） | 五月場所 夏場所（東京） | 七月場所 名古屋場所（愛知） | 九月場所 秋場所（東京） | 十一月場所 九州場所（福岡） |
| --- | ----------------------- | ----------------------- | ----------------------- | --------------------------- | ----------------------- | --------------------------- |
| 2021年 （令和3年） | x                       | 三段目付出100枚目 5–2   | 西三段目64枚目 6–1      | 東三段目9枚目 6–1           | 東幕下34枚目 6–1        | 西幕下13枚目 4–3            |
| 2022年 （令和4年） | 西幕下9枚目 6–1         | 東幕下2枚目 3–4         | 東幕下6枚目 5–2         | 西幕下2枚目 5–2             | 東十両14枚目 優勝 11–4  | 東十両7枚目 7–8             |
| 2023年 （令和5年） | 西十両7枚目 4–11        | 東十両12枚目 4–11       | 東幕下4枚目 4–3         | 東幕下2枚目 2–5             | 西幕下7枚目 4–3         | 東幕下3枚目 4–3             |
| 2024年 （令和6年） | 西十両14枚目 5–10       | 東幕下3枚目 休場 0–0–7  | 西幕下43枚目 休場 0–0–7 | 西三段目23枚目 6–1          | 西幕下43枚目 5–2        | 東幕下27枚目 5–2            |
| 2025年 （令和7年） | 西幕下14枚目 4–3        | 西幕下9枚目 5–2         | 西幕下5枚目 3–4         | 西幕下8枚目 3–4             | x                       | x                           |
| 各欄の数字は、「勝ち-負け-休場」を示す。 優勝 引退 休場 十両 幕下 三賞：敢=敢闘賞、殊=殊勲賞、技=技能賞 その他：★=金星 番付階級：幕内 - 十両 - 幕下 - 三段目 - 序二段 - 序ノ口 幕内序列：横綱 - 大関 - 関脇 - 小結 - 前頭（「#数字」は各位内の序列） |                         |                         |                         |                             |                         |                             |

## 改名歴
- 菅野 陽太（かんの ようた）2021年3月場所 - 2022年7月場所
- 栃武蔵 陽太（とちむさし -） 2022年9月場所 -